# 马克思21
马克思21（德語：Marx21）是德国的一个托洛茨基主义组织。该组织成立于2007年。该组织的政治观点与国际社会主义倾向接近。该组织活动于左翼党内部，但不是一个得到左翼党领导层认可的正式派系。该组织约有300名成员，他们隶属于左翼党内部的社会主义左翼派系。2021年，该组织成员雅尼娜·威斯勒当选为左翼党联席主席之一。德国联邦宪法保卫局认定该组织为“极端组织”。